# Ugo Ojetti
Ugo Ojetti (Roma, 15 de juliol de 1871 - Florència, 1 de gener de 1946) va ser un escriptor, assagista i periodista italià.

## Biografia
Fill de l'arquitecte Rafael Ojetti, va estudiar llicenciatura en dret i va fer el seu debut com a poeta el 1892. Es va sentir atret per la carrera diplomàtica, i va endinsar-se professionalment en el periodisme polític. A partir de 1894 comença a escriure per al diari nacionalista La Tribuna.
L'any de 1898, Ugo Ojetti va començar a col·laborar com crític d'art al diari Corriere della Sera, on va ser director de 1926 a 1927. Va idear i va organitzar mostres d'art, va fundar i va dirigir nombroses revistes, va ser membre del Consell directiu de l'Enciclopèdia Italiana i el 1930 va ser nomenat acadèmic d'Itàlia.